# Институт по микробиология „Стефан Ангелов“
Институтът по микробиология „Стефан Ангелов“ е научно звено, в научно-изследователското направление по биомедицина и качество на живот, на Българска академия на науките. Институтът е национален център за провеждане на изследвания в областта на общата, приложната и инфекциозната микробиология, вирусологията и имунологията. Изследват се нови ваксини и диагностични средства, нови лекарства срещу инфекции (антибиотици и други), нови подходи за лечение на вирусни, туморни и автоимунни заболявания. Разработват се имуномодулатори. Институтът е член на Международната организация на институтите „Пастьор“. Основател и пръв директор на института, е акад. Стефан Ангелов.
В института се осъществява контрол върху безопасността на храни, пребиотици, пробиотици и биологично активни вещества за фармацията, хранителната промишленост и селското стопанство. Проучва се биоразнообразието на микроорганизми от екстремни местообитания. Разработват се методи за микробиално пречистване на води и почви от петролни продукти, и тежки метали. Изследват се ферментативни процеси за получаване на биогорива.